# Epsomit
Epsomit, wegen seines bitteren Geschmacks auch als Bittersalz oder unter seiner chemischen Bezeichnung Magnesiumsulfat-Heptahydrat bekannt, ist ein häufig vorkommendes Mineral aus der Mineralklasse der „Sulfate (und Verwandte)“. Es kristallisiert im orthorhombischen Kristallsystem mit der chemischen Zusammensetzung Mg[SO4]·7H2O und entwickelt meist körnige oder faserige Aggregate und Krusten, selten auch nadelige bis prismatische Kristalle von weißer Farbe mit einem Stich ins gelbliche, grünliche oder rosafarbene. Auch farbloser Epsomit ist bekannt.
Epsomit bildet mit Goslarit und Morenosit jeweils eine lückenlose Mischkristallreihe.

## Etymologie und Geschichte
Benannt wurde Epsomit 1824 nach seinem ersten Fundort, dem englischen Ort Epsom. Bekannt und erstmals beschrieben wurde es aber bereits 1806 als Ablagerung in Verbindung mit dem in Epsom vorkommenden Mineralwasser.

## Klassifikation
Bereits in der veralteten, aber noch gebräuchlichen 8. Auflage der Mineralsystematik nach Strunz gehörte der Epsomit zur Mineralklasse der „Sulfate, Chromate, Molybdate, Wolframate“ (und weitere Verwandte) und dort zur Abteilung „Wasserhaltige Sulfate ohne fremde Anionen“, wo er als Namensgeber die „Epsomit-Reihe“ mit der System-Nr. VI/C.03d und den weiteren Mitgliedern Goslarit, Morenosit und Tauriscit bildete.
In der zuletzt 2018 überarbeiteten Lapis-Systematik nach Stefan Weiß, die formal auf der alten Systematik von Karl Hugo Strunz in der 8. Auflage basiert, erhielt das Mineral die System- und Mineralnummer VI/C.07-010. Dies entspricht ebenfalls der Abteilung „Wasserhaltige Sulfate, ohne fremde Anionen“, wo Epsomit zusammen mit Goslarit, Meridianiit und Morenosit eine unbenannte Gruppe mit der Systemnummer VI/C.07 bildet.
Auch die von der International Mineralogical Association (IMA) zuletzt 2009 aktualisierte 9. Auflage der Strunz’schen Mineralsystematik ordnet den Epsomit in die Abteilung „Sulfate (Selenate usw.) ohne zusätzliche Anionen, mit H2O“ ein. Diese ist allerdings weiter unterteilt nach der relativen Größe der beteiligten Kationen, so dass das Mineral entsprechend seiner Zusammensetzung in der Unterabteilung „Mit ausschließlich mittelgroßen Kationen“ zu finden, wo es zusammen mit Goslarit und Morenosit die „Epsomitgruppe“ mit der Systemnummer 7.CB.40 bildet.
In der vorwiegend im englischen Sprachraum gebräuchlichen Systematik der Minerale nach Dana hat Epsomit die System- und Mineralnummer 29.06.11.01. Dies entspricht ebenfalls der Klasse der „Sulfate, Chromate und Molybdate“ und dort der Abteilung „Wasserhaltige Säuren und Sulfate“. Hier findet er sich innerhalb der Unterabteilung „Wasserhaltige Säuren und Sulfate mit AXO4 × x(H2O)“ in der  „Epsomitgruppe“, in der auch Goslarit und Morenosit eingeordnet sind.

## Kristallstruktur
Epsomit kristallisiert orthorhombisch in der Raumgruppe P212121 (Raumgruppen-Nr. 19) mit den Gitterparametern a = 11,88 Å; b = 12,00 Å und c = 6,86 Å sowie 4 Formeleinheiten pro Elementarzelle.

## Modifikationen und Varietäten
Als Tauriszit wird ein eisenhaltiger Epsomit bezeichnet.

## Bildung und Fundorte

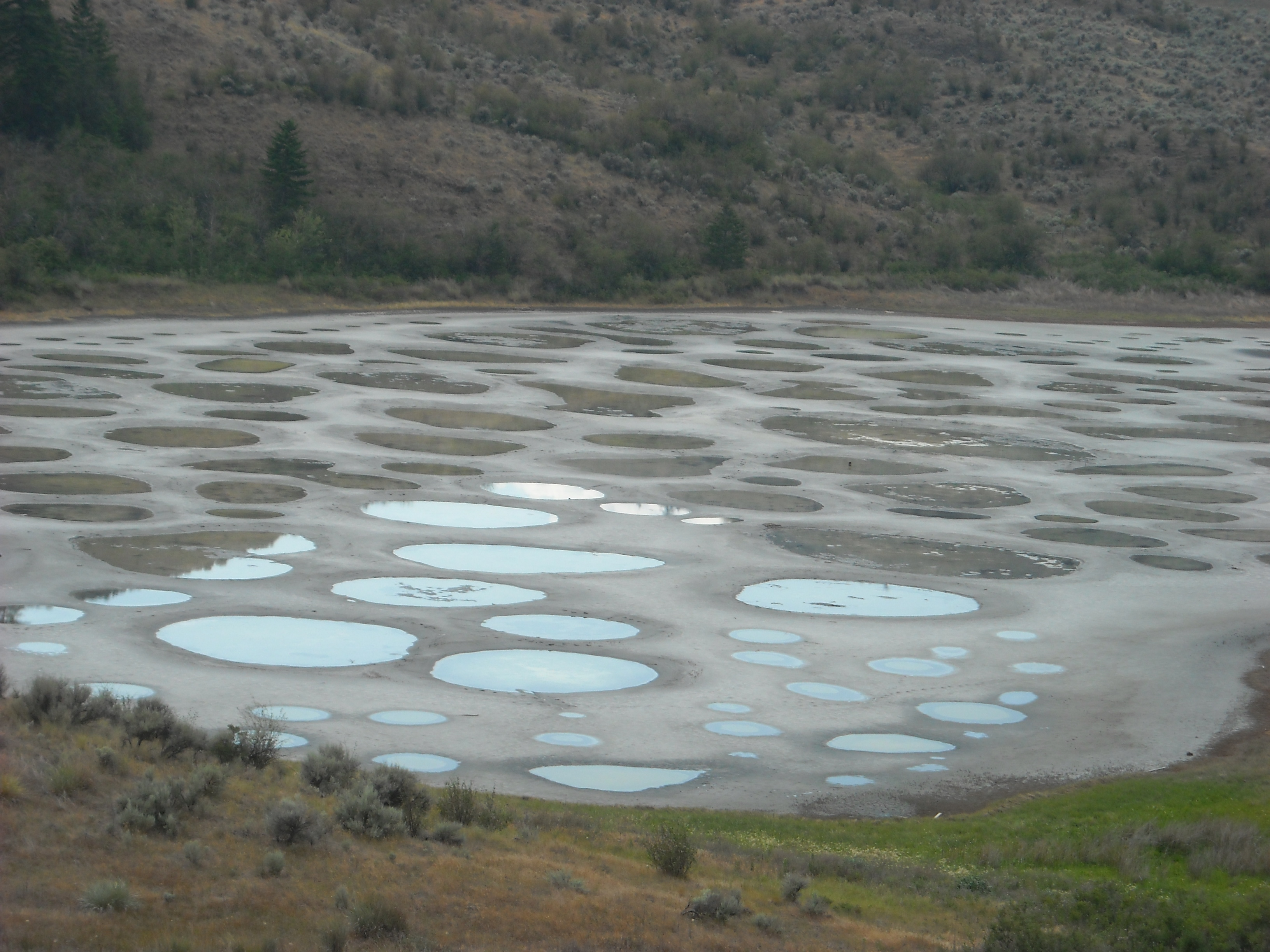
Spotted Lake im Süden der kanadischen Provinz British Columbia, eine von mehreren abflusslosen Geländemulden in der Region, an deren tiefster Stelle sich sulfatische Ablagerungen mit u. a. Epsomit bilden.

Epsomit kommt zwar an vielen Orten, jedoch meist nur in geringen Mengen vor. Als Sekundärmineral entsteht er durch Oxidation von Metallsulfiden. Epsomit bildet sich aber auch primär durch Ausfällung in Salzseen und marinen Konzentrationsbecken. Er zählt zu den relativ schlecht wasserlöslichen Edelsalzen und wird in diesen Fällen deshalb vor allem von Halit (Steinsalz) begleitet.
Fundorte mit Sekundärbildungen sind Bergwerke in sulfidischen Erzlagerstätten, so unter anderem die Kupferminen von Bisbee in Arizona und verschiedene Minen in Nevada. Fossile Primärbildungen von Epsomit finden sich in zahlreichen Kalisalzlagerstätten wie beispielsweise im Zechstein-Salinar (Oberperm) Mitteleuropas. Als rezente Primärbildung kommt er in sogenannten Spotted Lakes in Okanogan County im Norden des US-Bundesstaates Washington sowie jenseits der kanadischen Grenze im Süden von British Columbia vor. Rezent bildet er sich auch bei der Verwitterung eines pyrithaltigen Metapelits an der „Alum Cave Bluff“ im Great-Smoky-Mountains-Nationalpark, Sevier County, Tennessee, Vereinigte Staaten, wo er zusammen mit Apjohnit die Seltenerdmetall-Sulfat-Oxalatminerale Coskrenit-(Ce), Zugshunstit-(Ce) und Levinsonit-(Y) an deren Typlokalität begleitet. Auch im unmittelbaren Umfeld von subaerischen vulkanischen Exhalationen (Fumarolen), z. B. am Vesuv, fällt rezent Epsomit aus.
Weltweit sind insgesamt bisher rund 500 Vorkommen für Epsomit dokumentiert (Stand 2024).
Außerhalb der Erde dürfte Epsomit zumindest überall dort vorkommen, wo wässrige Lösungen existieren können oder einst existieren konnten. So wurde Epsomit tatsächlich auf der Oberfläche des Jupitermondes Europa nachgewiesen, jedoch nicht direkt, sondern von der Erde aus, mit Hilfe von Spektralanalysen. Auf dem Mars ist bislang zwar noch kein Epsomit entdeckt worden, jedoch kommen im Marsboden nachweislich relativ große Mengen an Magnesiumsulfat vor, und es ist sehr wahrscheinlich, dass diese Vorkommen auch Epsomit enthalten.
Weitere in der Natur vorkommende Hydrate des Magnesiumsulfats sind Kieserit, Pentahydrit und Hexahydrit. Hierbei handelt es sich um das Mono-, Penta- bzw. Hexahydrat.

## Verwendung

### In der Medizin
Epsomit kann wie auch andere wasserlösliche Sulfate (Mirabilit, Kieserit) als Abführmittel (Laxativum) eingesetzt werden.

### Haushalt
Epsomit ist oft der Hauptbestandteil von Badesalz. Glyzerin wird als Feuchthaltemittel hinzugefügt.

### Düngemittel
Bittersalz wird in der Landwirtschaft und Gartenbau als Düngemittel verwendet und u. a. als Thuja-Dünger und Langzeit Koniferen-Dünger vermarktet; handelsübliches Bittersalz enthält dabei 16 % Magnesiumoxid und 13 % Schwefel.

## Vorsichtsmaßnahmen
Epsomit ist, ähnlich wie Mirabilit, nicht stabil. Es kann unter trockenen Bedingungen Wasser abgeben. Bei zu hoher Feuchtigkeit zerfließen Epsomitkristalle.